# Filicavea dactylus
Filicavea dactylus är en mossdjursart som först beskrevs av d'Orbigny 1850.  Filicavea dactylus ingår i släktet Filicavea och familjen Horneridae. Inga underarter finns listade i Catalogue of Life.